# Граховское (сельское поселение)
Граховское — упразднённое муниципальное образование со статусом сельского поселения в составе Граховского района Удмуртии.
Единственный населённый пункт поселения — село Грахово.
Законом Удмуртской Республики от 17.05.2021 № 47-РЗ к 30 мая 2021 года упразднено в связи с преобразованием муниципального района в муниципальный округ.

## Местное самоуправление
Муниципальное образование действует в соответствии с ФЗ-131 «Об общих принципах организации местного самоуправления в Российской Федерации», согласно уставу муниципального образования и имеет трёхуровневую структуру органов местного самоуправления:
1. Глава муниципального образования — Суханов Александр Витальевич
2. Представительный орган — Совет депутатов муниципального образования, состоит из 11 депутатов
3. Исполнительно-распорядительный орган — администрация муниципального образования

## Географические данные
Находится в центральной части района, граничит:
- на севере с Котловским сельским поселением
- на востоке с Каменским сельским поселением
- на юге и западе с Порымозаречным сельским поселением

По территории поселения протекает река Яга.

## Население
| 2010  | 2012  | 2013  | 2014  | 2015  | 2016  | 2017  |
| ----- | ----- | ----- | ----- | ----- | ----- | ----- |
| 3245  | ↘3207 | ↘3206 | ↗3253 | ↘3225 | ↘3177 | ↘3130 |
| 2018  | 2019  | 2020  | 2021  |       |       |       |
| ↘3102 | ↘3057 | ↘3016 | ↗3458 |       |       |       |

## История
Муниципальное образование создано 1 января 2006 года в результате муниципальной реформы. Предшественник — Граховский сельсовет Граховского района.

### Граховский сельсовет
При укрупнении сельсоветов в 1924 году в состав Граховского сельсовета были включены 13 населённых пунктов, но уже в 1925 году было проведено разукрупнение сельсоветов и в Граховском сельсовете осталось 7 населённых пунктов: село Грахово, деревни Нижние Адам-Учи, Александровка, Яги-Какси, Кузебаево, и починки Большой и Малый Клин. В 1950-е и 1960-е годы в процессе «укрупнения» сельсоветов в его состав вошли: Русско-Адам-Учинский сельсовет в 1954 году, Лебедевский и Архангельский сельсоветы в 1963 году. В 1985 году из Граховского сельсовета сначала был выделен Зареченский сельсовет, с административным центром в посёлке Заречный, а немного позже в 1989 году — Порымский сельсовет с административным центром в деревне Порым. В 2004 году Постановлением Госсовета Удмуртской Республики образован Котловский сельсовет, в составе Граховского сельсовета остался только один населённый пункт — село Грахово.